# Gīldeh (ort i Iran)
Gīldeh (persiska: گیلده, Kīldeh) är en ort i Iran.   Den ligger i provinsen Gilan, i den nordvästra delen av landet, 230 km nordväst om huvudstaden Teheran. Gīldeh ligger 41 meter över havet och antalet invånare är 315.
Terrängen runt Gīldeh är platt åt nordväst, men åt sydost är den kuperad.Runt Gīldeh är det tätbefolkat, med 319 invånare per kvadratkilometer. Närmaste större samhälle är Rasht, 18,4 km nordost om Gīldeh. I omgivningarna runt Gīldeh växer i huvudsak blandskog.